# كريم أباد (أصفهان)
كريم أباد هي قرية في مقاطعة أصفهان، إيران. عدد سكان هذه القرية هو 18 في سنة 2006.